# فيكتوريا ميتشيل (منافسة ألعاب القوى)
فيكتوريا ميتشيل (بالإنجليزية: Victoria Mitchell) هي منافسة ألعاب القوى أسترالية، ولدت في 25 أبريل 1982 في ألبوري في أستراليا.

## وصلات خارجية
- فيكتوريا ميتشيل على موقع الاتحاد الدولي لألعاب القوى (الإنجليزية)
- فيكتوريا ميتشيل على موقع النتائج التاريخية لألعاب القوى الأسترالية (الإنجليزية)
- فيكتوريا ميتشيل على موقع الدوري الماسي (الإنجليزية)
- فيكتوريا ميتشيل على موقع اللجنة الأولمبية الدولية (الإنجليزية)
- فيكتوريا ميتشيل على موقع أوليمبيديا (الإنجليزية)
- فيكتوريا ميتشيل على موقع اللجنة الأولمبية الأسترالية (الإنجليزية)
- فيكتوريا ميتشيل على موقع اتحاد ألعاب الكومنولث (مؤرشف) (الإنجليزية)
- فيكتوريا ميتشيل على موقع اتحاد ألعاب الكومنولث (مؤرشف) (الإنجليزية)